# Fabian Lamotte
Fabian Lamotte (né le 25 février 1983 à Marsberg) est un joueur de football allemand qui évoluait au poste de défenseur. Il se reconvertit ensuite comme entraîneur.

## Carrière
Ce défenseur, qui joue principalement du côté droit, débute au TuS Hesperinghausen . En 1998, il rejoint l'équipe des jeunes du FC Schalke 04 et joue plus tard en faveur de la deuxième équipe, avec laquelle il monte en 2003 dans la Regionalliga Nord. En 2002, il fait partie de l'équipe qui gagne la Coupe junior allemande. Ses débuts en Bundesliga s'effectuent le 13 mars 2004 face à l'Eintracht Francfort. Trois semaines plus tard, il marque contre le Hambourg SV du pied droit son seul but dans la plus haute ligue allemande. Cependant, il n'arrive pas à s'imposer à Schalke, et change donc d'équipe en 200,5 après seulement dix apparitions en Bundesliga. Il rejoint alors le TSV 1860 Munich. 
Lors de la saison 2006/07, il ne joue que deux matches de championnat. En janvier 2007, il signe au SK Sturm Graz dans le championnat autrichien, où il obtient une place de titulaire immédiatement. En juin 2009, il prolonge son contrat d'un an jusqu'à la fin de la saison 2009/10. Après la saison, son contrat n'est pas renouvelé. Fabian Lamotte reste ensuite dans l'équipe des moins de 23 ans du Hertha BSC, mais il se retrouve sans équipe après une rupture du tendon d'Achille. Au début du mois de février 2012, il s'engage avec l’équipe de la ligue berlinoise du BFC Viktoria 1889. Il met ensuite fin à sa carrière professionnelle et joue dans la ligue nationale pour le TSV 1865 Dachau, avec laquelle en 2014 il monte dans la ligue bavaroise. Depuis avril 2016, il entraîne également l'équipe dans la deuxième plus haute ligue de football en Bavière.

## Titres
- Finaliste de la Coupe d'Allemagne : 2004/05 (FC Schalke 04)
- Vainqueur de la Coupe d'Autriche : 2009/10 (SK Sturm Graz)